# Mimasura impuncta
Mimasura impuncta är en fjärilsart som beskrevs av George Francis Hampson 1910. Mimasura impuncta ingår i släktet Mimasura och familjen nattflyn. Inga underarter finns listade i Catalogue of Life.